# Raoul de Boigne
Raoul de Boigne (Ginevra, 25 dicembre 1862 – Ouveillan, 19 maggio 1949) è stato un tiratore a segno francese che ha gareggiato ai Giochi olimpici intermedi del 1906 e alle Olimpiadi di Londra 1908 e Stoccolma 1912.

## Palmarès
- Giochi olimpici

Londra 1908: argento nella carabina libera a squadre.
- Giochi olimpici intermedi

Atene 1906: argento nella pistola militare 25 metri (modello del 1873), bronzo nella carabina militare 300 metri e nella carabina a squadre.